# 9602 Oya
9602 Oya è un asteroide della fascia principale. Scoperto nel 1991, presenta un'orbita caratterizzata da un semiasse maggiore pari a 2,2816816 UA e da un'eccentricità di 0,1612256, inclinata di 2,23222° rispetto all'eclittica.